# Archipiélago (movimiento social cubano)
Archipiélago es una plataforma cívica y un movimiento social cubano, creado en 2021 a raíz de las protestas del 11J. Archipiélago surgió a partir de un grupo homónimo en Facebook, con el objetivo de fomentar el cambio político pacífico en Cuba a través del diálogo y el consenso. A la fecha de noviembre de 2021, el movimiento contaba con unos 30 000 miembros.

## Historia y descripción
La plataforma social cubana Archipiélago fue fundada tres semanas después de las protestas del 11 de julio de 2021 en Cuba, en forma de un grupo de Facebook. Este movimiento social se inspira en un movimiento anterior de artistas cubanos disidentes, el Movimiento San Isidro, con el que Archipiélago comparte sus metas de cambio político pacífico en Cuba a través de las protestas populares y del consenso en el seno de la sociedad civil cubana. Aunque la organización se describe a sí misma como «horizontal», su principal impulsor fue el dramaturgo cubano Yunior García Aguilera, que se vio forzado a huir a España en noviembre de 2021 ante el acoso de las fuerzas policiales del régimen cubano. A la fecha de noviembre de 2021, Archipiélago contaba con unos 30 000 miembros.
En lo tocante a su finalidad, Archipiélago surgió con la vocación de servir como foro de diálogo entre opositores al régimen comunista cubano, tanto quienes se oponen frontalmente al mismo como aquellas personas que, sin desmarcarse totalmente de su apoyo a las autoridades cubanas, consideran criticables ciertos aspectos de su gestión. Pese a que Yúnior García Aguilera y los moderadores de Archipiélago han declarado que no reciben financiación alguna del extranjero, la prensa oficialista cubana ha acusado al movimiento de ser una plataforma títere de Estados Unidos que, según el régimen cubano, habría financiado al grupo con objeto de desestabilizar la situación interna del país caribeño. Asimismo, el régimen cubano ha obstaculizado la difusión de las actividades de Archipiélago mediante asedios, presiones y detenciones de sus moderadores, así como con cortes del servicio de Internet a los principales miembros de la plataforma en Cuba, que dependen del monopolio estatal cubano ETECSA para acceder a la red.
En agosto de 2021, las autoridades cubanas denegaron a Archipiélago la autorización para organizar una protesta callejera pacífica a nivel nacional por la libertad de los presos políticos y a favor de los cambios democráticos que demanda el país, coincidiendo con la reapertura de la isla al turismo internacional el día 15 de noviembre de ese año. Llegado el 15 de noviembre, las fuerzas policiales cubanas militarizaron las calles y confinaron forzosamente a diversos miembros de Archipiélago en sus domicilios, a la par que algunos partidarios del régimen castrista organizaban actos de repudio en su contra. Ante la gravedad de la situación y las presiones de la Seguridad del Estado y otros órganos proestatales civiles, Yúnior García Aguilera se vio obligado a huir a España desde La Habana con la ayuda de algunos colaboradores anónimos, si bien anunció su intención de regresar a Cuba en un futuro para continuar su labor opositora.